# Lady Heather
Lady Heather est un personnage incarné par l'actrice Melinda Clarke dans la série télévisée américaine Les Experts (CSI : Crime Scene Investigation en anglais).
Lady Heather, un personnage récurrent, est une dominatrice professionnelle, elle manifeste un potentiel intérêt romantique pour le superviseur de l'équipe de nuit Gil Grissom, et est une rivale de Sara Sidle. Depuis 2001, Lady Heather est apparue dans six épisodes des Experts.

## Création du personnage
Le personnage de Lady Heather a été créé par le scénariste Jerry Stahl. Il est connu pour avoir rédigé les scénarios des épisodes les plus controversés des Experts, mais aussi les plus regardés.
Melinda Clarke s'est dite intéressée par Lady Heather pour les contrastes du personnage :

« A multidimensional person who hadn't been seen, a dominatrix who was much more evolved — enigmatic and empowered. 
Une personne multidimensionnelle qui n'a jamais été vue, une dominatrice qui a beaucoup évolué, énigmatique et pleine de pouvoirs. »

Comme noté dans « The Philosophy of TV Noir », le personnage de Lady Heather est une variante inspirée du film noir classique femme fatale, avec différents aspects de sa personnalité, qui sont explorés à travers plusieurs épisodes.
Bill Keveney, de USA Today a cité Lady Heather comme personnage favori des téléspectateurs, sur la base de « son habileté à lire à travers l'esprit opaque de Grissom »,,
Steven Cohan explore dans son livre sur la série le fait que Lady Heather est un élément de la série qui « nous interroge sur l'identité et sur ce qu'est la normalité ».

## Apparitions

### Le Charme discret du fétichisme
Lors de sa première apparition en 2001, lors de la saison 2, un meurtre a eu lieu au club fétichiste de Lady Heather. Quand il la rencontre, Gil Grissom devient instantanément intéressé par elle. Ils prennent le thé ensemble, où elle lui apprend qu'elle a une fille, Zoë, qui étudie à l'Université Harvard
William Petersen a dit que son personnage, Grissom, est attiré par Lady Heather parce qu'ils sont « tous deux anthropologues. Il est fasciné par sa science, son regard sur la psyché sexuelle des êtres humains ». Durant l'épisode, les deux personnages se montrent attirés l'un par l'autre, et la tension sexuelle commence à se construire, mais rien de concret n'a lieu.

### Dangereuses liaisons
En 2002, un an après la première apparition de Lady Heather, elle apparait une nouvelle fois dans Les Experts, dans la saison 3. Cette fois-ci, deux meurtres, apparemment sans lien, mènent les Experts au club. L'équipe est surprise de savoir que les affaires de Lady Heather ne se sont jamais aussi bien portées, et qu'elle a maintenant un site internet : LadyHeather.com, qui est décrit comme du « Voyeurisme dans un Brave Nouveau Monde ». La production avait créé une page réelle pour Lady Heather qui redirigeait vers la page officielle des Experts sur cbs.com. La page originale a depuis cessé d'exister, mais l'URL redirige toujours sur le site des Experts.
Dans cet épisode, Lady Heather s'ouvre un peu plus à Grissom, lui avouant qu'elle est diabétique. Durant cet épisode, il est insinué que Grissom aurait passé une nuit avec Lady Heather. On voit les deux personnages dans la maison de Lady Heather la nuit, Grissom la touchant d'une façon intime. L'intrigue passe ensuite à la scène suivante où les deux prennent le thé en plein jour, avec des vêtements différents. La scène n'est pas très claire, mais William Petersen affirme que son personnage n'a pas dormi avec Lady Heather.
À la fin de l'épisode, Lady Heather est suspectée du meurtre puis est lavée de tout soupçon. Toutefois, elle est déçue que Grissom l'ait suspectée, et leur relation, à cause des soupçons de Grissom est détériorée.

### Un sommeil éternel
En 2006, quatre ans après sa dernière apparition, Lady Heather revient dans le 15e épisode de la saison 6. Sa fille Zoë a été assassinée. Son corps a été mutilé et jeté dans le désert. Lady Heather explique aux Experts que le père de Zoë l'a quittée lorsqu'elle était enceinte. Lady Heather dit aussi que pendant la scolarité de Zoë à Harvard, Zoë voyait un psychiatre et qu'elle est tombée enceinte des œuvres de son fils. Le psychiatre dans son rapport concernant Lady Heather fait état d'une certaine distanciation entre mère et fille, du fait que Lady Heather ait eu sa fille en étant assez jeune.
Durant l'épisode, on apprend que Zoë comptait arrêter ses études et était revenue à Las Vegas mais sans avoir repris contact avec sa mère, qui ne savait pas qu'elle était en ville. Jusqu'à ce qu'elle reconnaisse sa fille sur un portrait diffusé aux informations dans le but de l'identifier, après sa mort. L'autopsie de Zoë ne permit pas au Docteur Al Robbins de déterminer si Zoë avait donné naissance à un enfant étant donné l'état avancé de décomposition du corps.
Désireuse de faire avancer l'affaire, Lady Heather eut des relations sexuelles avec le principal suspect dans le but d'obtenir un échantillon d'ADN. Lorsqu'il a été confirmé qu'il était le meurtrier de Zoë, Lady Heather l'a emmené dans le désert où elle l'a fouetté, jusqu'à l'intervention de Grissom. Il l'a stoppée avec un « mot de sécurité » : dans un épisode précédent, Dangereuses liaisons, Lady Heather avait expliqué à Grissom que dans une relation de domination, l'esclave garde le contrôle. L'utilisation  d'un safe word par Grissom montre la compréhension mutuelle entre les personnages et le fait qu'ils s'apprécient. Le safe word stoppe Lady Heather qui vient chercher un bref instant une consolation dans les bras de Grissom. Heather est arrêtée, mais est relâchée grâce un juge qui est un de ses clients. Son histoire n'est pas résolue.

### Le bon, la brute et la dominatrice
Diffusé en 2007, cet épisode se situe dans la saison 7, un an après que l'équipe a vu pour la dernière fois Lady Heather.
Cette fois-ci, elle est la victime d'une tentative de meurtre. Mais elle est réticente à révéler l'identité de son agresseur. Un autre meurtre survient, la vérité est révélée : Lady Heather a embauché un ancien policier pour retrouver sa petite fille, Allison. Quand il l'a retrouvée, Lady Heather a tenté d'avoir l'autorité parentale sur sa petite fille. Jerome, le père de Zoë, ayant appris l'existence d'Allison a mené une action en justice pour avoir l'autorité parentale. Bien que Lady Heather ait vendu son entreprise sado-masochiste pour prouver qu'elle pouvait être une bonne grand-mère, la cour lui a refusé l'autorité parentale et le droit de visite.
N'ayant plus rien pour vivre, Lady Heather vendit le droit de la tuer à un homme fantasmant sur l'idée de tuer une femme. L'argent ainsi obtenu devant lui servir à alimenter une fiducie pour Allison. Sa relation avec Grissom prend un autre tournant, éliminant la tension sexuelle, et évoluant vers une amitié profonde et amoureuse. Grissom est si inquiet pour Lady Heather qu'il passe la nuit chez elle. Grissom rencontre Jerome et l'interroge à propos de la fiducie. Il lui révèle que Lady Heather a vendu le droit d'être tuée. Jerome est choqué. Grissom arrange une rencontre entre Jerome, Allison, et Lady Heather.
L'épisode se termine sur une Lady Heather joyeuse, elle n'est plus la garce froide que Grissom a connu lors de leur première rencontre.

### Attache-moi si tu peux
2008, dans la saison 9, deux ans après la dernière apparition de Lady Heather, Grissom, déprimé et affecté par la fin de sa relation avec Sara, rend une visite inattendue à Lady Heather, devenue entretemps psychothérapeute.
La raison qui explique la venue de Grissom est le lien qui apparaît entre un meurtre et une session sadomasochiste qui a mal tourné. Mais Lady Heather soupçonne une autre raison, aussi bien pour le meurtre, que pour la soudaine réapparition de Grissom dans sa vie et il apparaît qu'elle a doublement raison. La fin de l'épisode est ambiguë, que ce soit en ce qui concerne la résolution de l'affaire ou en ce qui concerne la nature complexe de la relation entre Lady Heather et Grissom.

### La vraie nature
Lady Heather devenu Dr Heather Kessler, psychologue et thérapeute, aide Sara et Ray à retrouver la personne responsable de l'agression d'une femme tuée par un cougar.

## Liens vers les épisodes
- Le Charme discret du fétichisme (Slaves of Las Vegas), 8e épisode de la saison 2.
- Dangereuses liaisons (Lady Heather's Box), 15e épisode de la saison 3.
- Un sommeil éternel (Pirates of the Third Reich), 15e épisode de la saison 6.
- Le bon, la brute et la dominatrice (The Good, the Bad, and the Dominatrix), 23e épisode de la saison 7.
- Attache-moi si tu peux (Leave Out All the Rest), 5e épisode de la saison 9.
- La vraie nature (Unleashed), 19e épisode de la saison 11.